# Sauvetrea cornuta
Sauvetrea cornuta är en orkidéart som först beskrevs av Charles Schweinfurth, och fick sitt nu gällande namn av Mario Alberto Blanco. Sauvetrea cornuta ingår i släktet Sauvetrea och familjen orkidéer. Inga underarter finns listade i Catalogue of Life.